# Kościół Świętych Piotra i Pawła w Węgorzewie
Kościół Świętych Piotra i Pawła w Węgorzewie – kościół rzymskokatolicki w Węgorzewie, należący do parafii pod tym samym wezwaniem. Do 1945 kościół ewangelicki.

## Historia
Kościół został wybudowany w latach 1605–1611 w stylu późnogotyckim dla miejscowej parafii ewangelickiej i uzyskał imię świętych Piotra i Pawła, stając się drugim kościołem na terenie miasta obok powstałego po 1538 obiektu. Stary kościół określany był mianem „polskiego”, natomiast nowy – „niemieckiego”.
Z uwagi na zły stan techniczny „kościoła polskiego”, w 1729 został on rozebrany, a z pozyskanych w ten sposób materiałów w tym samym roku w kościele św. Piotra i Pawła dobudowany został transept, w związku z czym obiekt uzyskał kształt krzyża greckiego. Od tej pory w mieście działała jedna parafia luterańska. Wieża kościoła poddawana była kilkukrotnym przebudowom, jej obecny hełm z latarnią powstał w 1826. Wyposażona została w manierystyczny ołtarz pochodzący z 1652 i wykonany w Królewcu. Organy wybudowane zostały w latach 1647–1648, stanowiąc najstarszy taki instrument zachowany współcześnie na terenie Mazur.
Kościół został odebrany ewangelikom decyzją starosty powiatowego z dnia 2 października 1945 i przekazany wspólnocie rzymskokatolickiej. W 1947 powstała tu nowa parafia, która zastąpiła funkcjonującą od 1928 rzymskokatolicką parafię Dobrego Pasterza.

## Wnętrze
We wnętrzu świątyni znajduje się bogato zdobiony ołtarz z 1652, XVII-wieczna ambona, dwa konfesjonały z 1696 i 1715 roku oraz najstarsze organy na Mazurach (1647), które posiadają historyczne, barokowe brzmienie.

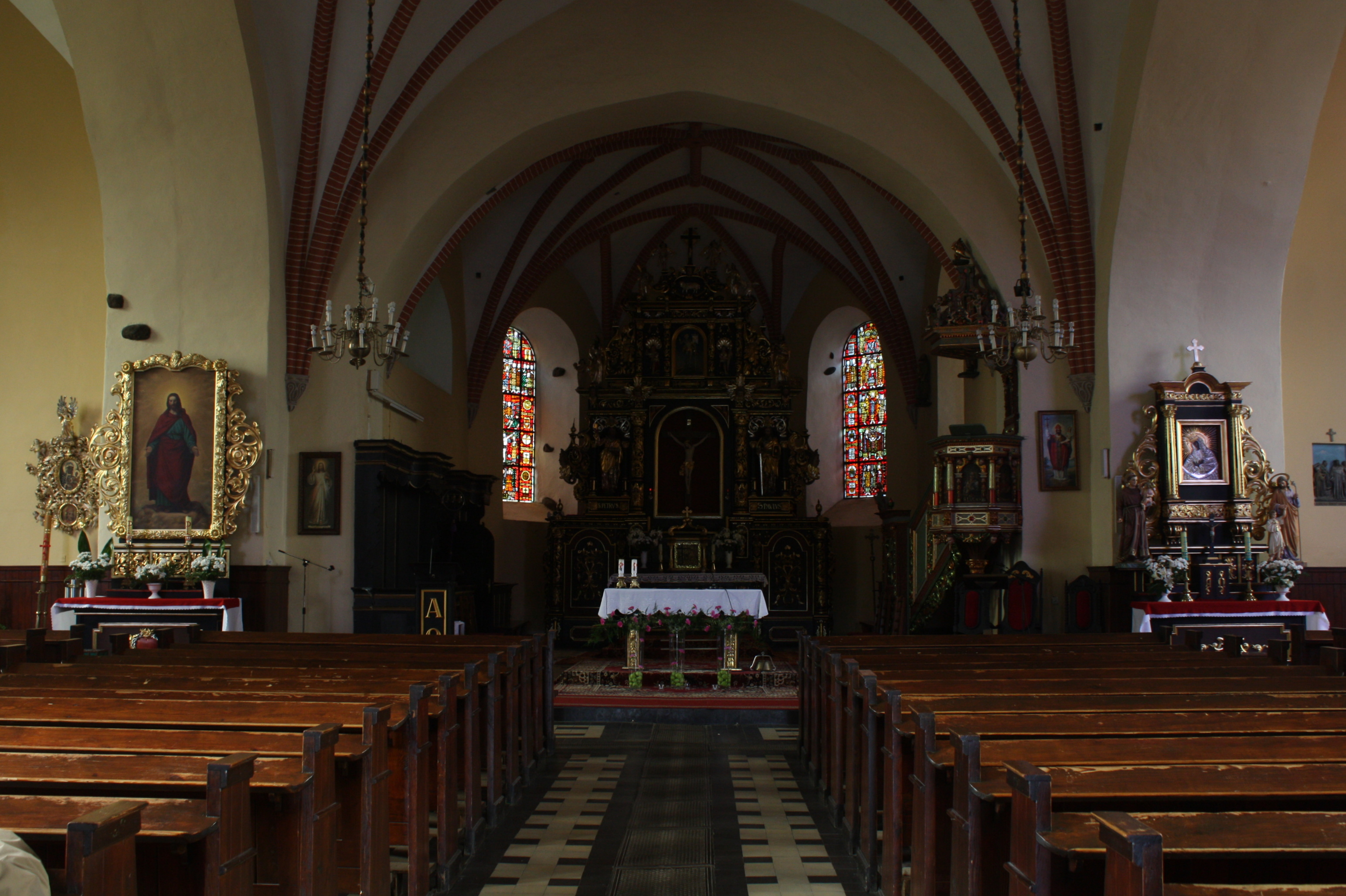
Widok ogólny wnętrza
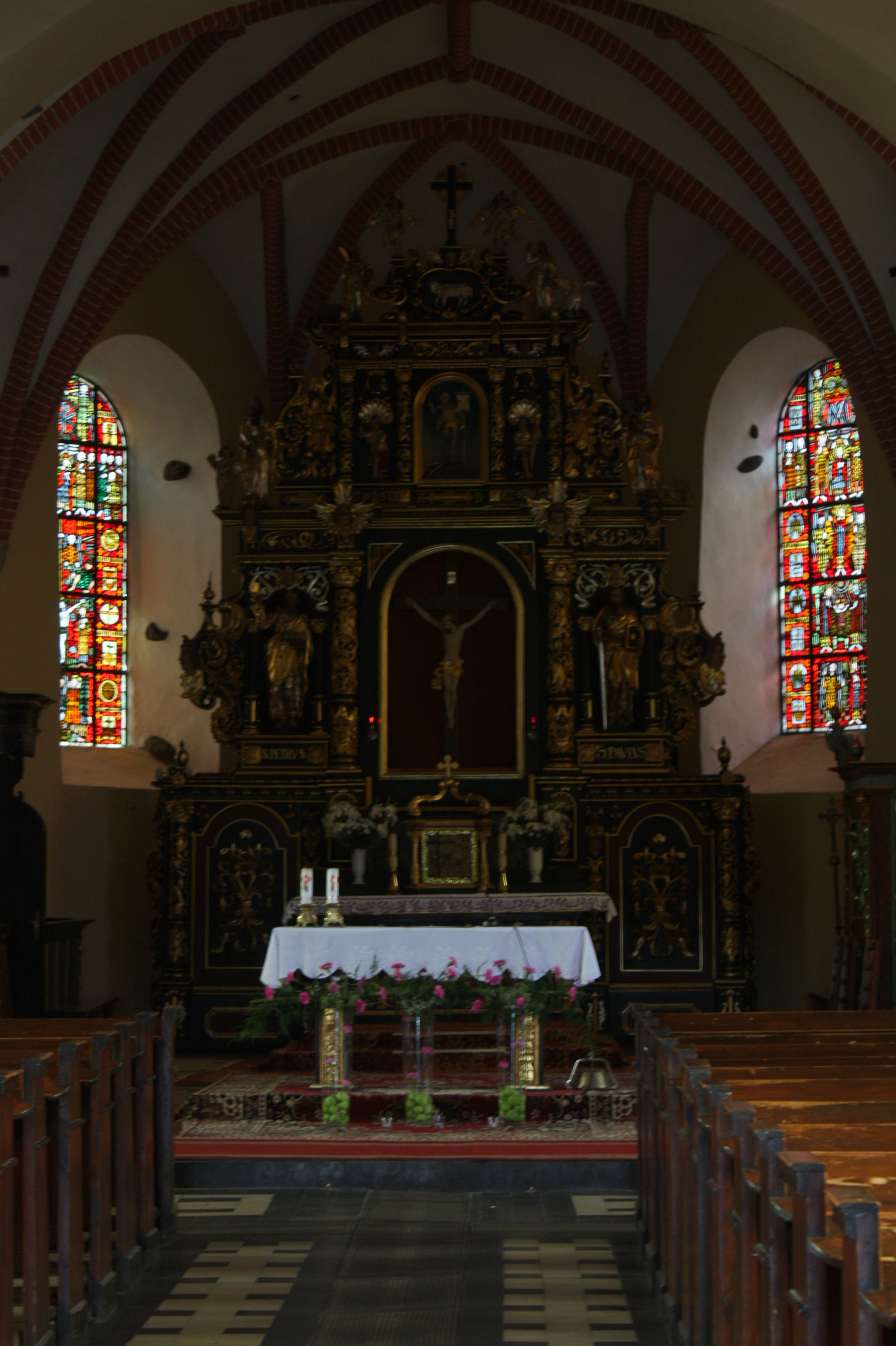
Ołtarz główny
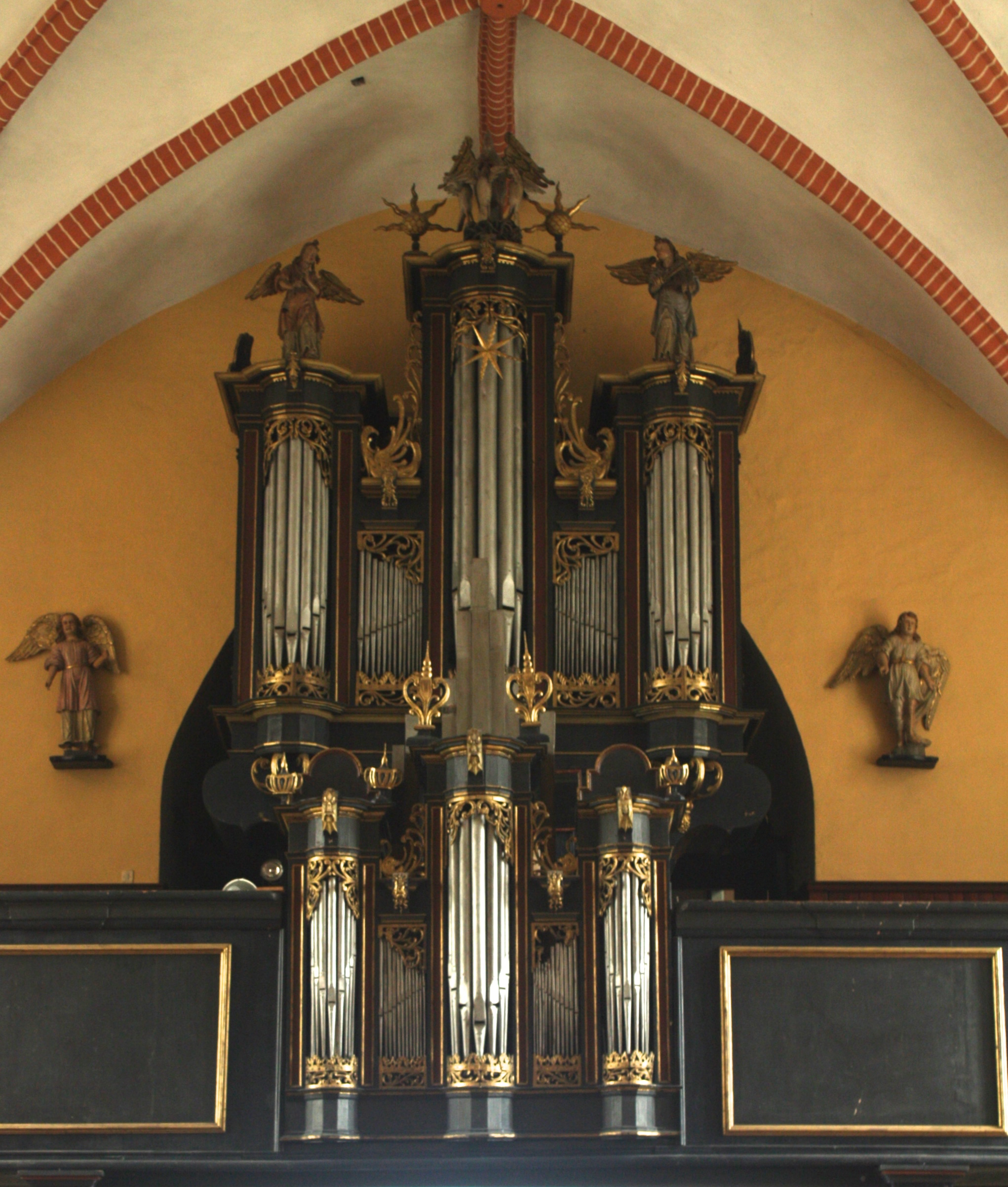
Prospekt organowy
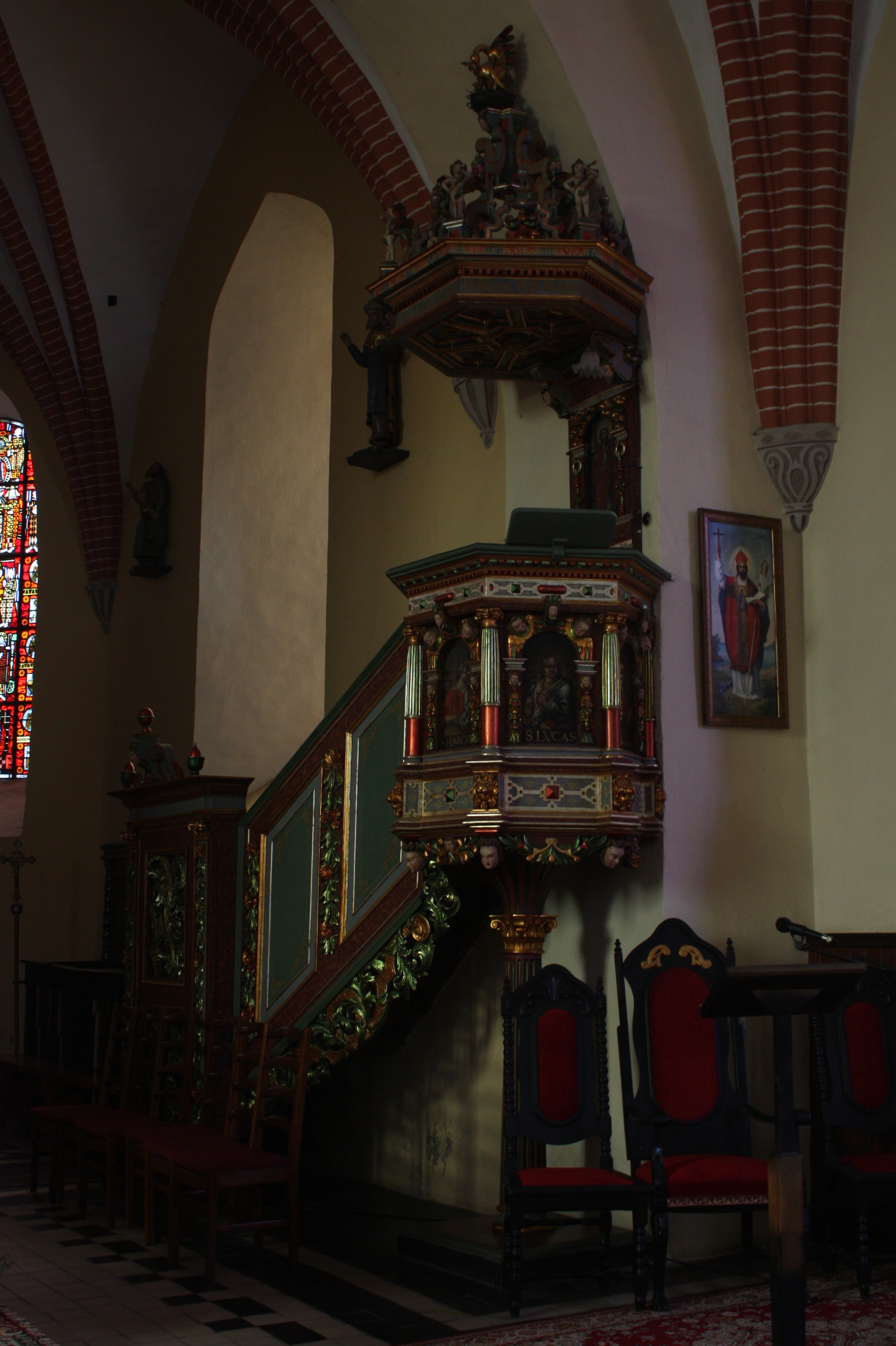
Ambona